# Landkreis Prachatitz
Der Landkreis Prachatitz (tschech. Okres Prachatice) gehörte in Folge des Münchner Abkommens mit der erzwungenen Abtretung des Sudetenlandes 1939 bis 1945 zum bayerischen Regierungsbezirk Niederbayern und Oberpfalz. Sitz der Verwaltung des Landkreises war die Stadt Prachatitz (tschech. Prachatice).

## Geschichte
Das Münchner Abkommen vom 30. September 1938 wurde von dem deutschen Diktator Adolf Hitler, dem britischen Premierminister Neville Chamberlain, dem französischen Ministerpräsidenten Édouard Daladier und dem italienischen Diktator Benito Mussolini geschlossen. Die Tschechoslowakei und die mit ihr verbündete Sowjetunion waren zu der Konferenz nicht eingeladen. Das Abkommen bestimmte, dass die Tschechoslowakei das Sudetenland an das nationalsozialistische Deutsche Reich abtreten und binnen zehn Tagen räumen musste. Der Einmarsch der Wehrmacht begann am 1. Oktober 1938.
Zum 15. April 1939 wurde ein Teil des annektierten Sudetenlandes an Bayern angeschlossen.
Der Landkreis Prachatitz wurde dann aus Teilen der Gerichtsbezirke Prachatitz und Winterberg sowie dem Gerichtsbezirk Wallern gebildet, dem Regierungsbezirk Niederbayern-Oberpfalz zugeteilt und umfasste:
- drei Städte (Prachatitz, Wallern, Winterberg)
- zwei Märkte (Kuschwarda, Sablat)
- 38 Gemeinden.

Am 1. Dezember 1930 lebten in dem Gebiet 39.072 Menschen. Nach der Volkszählung am 17. Mai 1939 waren es 38.689.
Bereits 1942 erklärte der britische Außenminister Anthony Eden, ein Gegner der Appeasement-Politik Chamberlains, Deutschland habe das Abkommen „mit Vorbedacht zerstört“, weshalb das Vereinigte Königreich sich an seine Versprechungen nicht mehr gebunden fühle und die Regierung Seiner Majestät sich bei der künftigen Grenzregelung freie Hand lasse. Einige Wochen später schloss die französische Exilregierung sich dem an. Auch die weiteren Alliierten stimmten dem in Folge zu.
Nach dem Ende des Zweiten Weltkriegs wurde im Mai 1945 der Kreis Prachatitz sofort wieder der Tschechoslowakei zugeordnet. Die meisten Deutschen des Landkreises wurden  vertrieben.

## Landräte
1938–1939: ?
1940–1945: Karl Ehehalt

## Städte und Gemeinden
- Altprachatitz
- Außergefild
- Böhmisch Röhren
- Brenntenberg
- Buchwald
- Christelschlag
- Chrobold
- Frauenthal
- Fürstenhut
- Gansau (unter Erweiterung um den Ortsteil Tobischmühle der Gemeinde Kellne aus dem Gerichtsbezirk Wolin)
- Guthausen
- Haberles
- Hintring
- Humwald
- Kaltenbach
- Klösterle
- Korkushütten
- Kratusin
- Kuschwarda
- Landstraßen
- Neugebäu
- Oberhaid
- Oberlichtbuchet
- Obermoldau
- Obersablat
- Oberschlag
- Oberschneedorf
- Pfefferschlag
- Prachatitz
- Pumperle
- Rabitz
- Repeschin
- Rohn
- Sablat
- Schreinetschlag
- Schweinetschlag
- Tusset
- Wallern
- Winterberg
- Wolletschlag
- Wosek
- Zaborsch
- Zuderschlag